# 林奮
林奮（1955年11月—），雷劇演員、工旦行，中國國家1級演員。中國共產黨員。大專文化。

## 簡歷
湛江實驗雷劇團黨書記兼團長，中國戲劇梅花獎獲得者。
北京中國戲曲學院導演系大專班畢業（1993年）。
2002年以《梁紅玉掛帥》得到第19屆中國戲劇梅花獎，是史上第1位獲中國戲劇梅花獎的雷劇演員。
她在2004年得到中國國務院發給特殊貢獻專家證書和津貼。